# McMechen
McMechen est une ville américaine située dans le comté de Marshall en Virginie-Occidentale.
Selon le recensement de 2010, McMechen compte 1 926 habitants. La municipalité s'étend sur 0,84 milles carrés (2,18 km2), dont 0,57 milles carrés (1,48 km2) de terres.
La ville doit son nom à la famille qui l'a fondée à la fin du XIXe siècle.